# Ledena ploča
Ledena ploča, takođe poznata kao kontinentalni glečer, je masa sačinjena od glečerskog leda koji pokriva okolni teren i veća je od 50.000 km2 (19.000 sq mi). Jedine trenutne ledene ploče su na Antarktiku i Grenlandu; tokom poslednjeg glacijalnog perioda na zadnjem glacijalnom maksimumu (LGM), Laurentidna ledena ploča je pokrivala veći deo Severne Amerike, Vajkselijanska ledena ploča je pokrivala severnu Evropu, a Patagonska ledena ploča je pokrivala južni deo Južne Amerike.
Ledene ploče su veće od ledenih polica ili planinskih glečera. Mase leda koje prekrivaju manje od 50.000 km² nazivaju se ledenom kapom. Ledena kapa tipično napaja niz ledenjaka na njenoj periferiji.
Iako je površina hladna, osnova ledene ploče je generalno toplija zbog geotermalne toplote. Na nekim mestima dolazi do topljenja i rastopljena voda  olakšava kretanje ledene ploče tako da ona brže pomera. Ovaj proces stvara brzoprotočne kanale u ledenoj ploči - to su ledeni tokovi.
Današnji polarni ledeni slojevi su u geološkom pogledu relativno mladi. Antarktički ledeni pokrivač se prvi put formirao kao mala ledena kapa (možda nekoliko njih) u ranom oligocenu, ali se povlačio i napredovao mnogo puta sve do pliocena, kada je zauzeo gotovo ceo Antarktik. Ledeni ploča Grenlanda uopšte se nije razvila sve do kasnog pliocena, ali se očigledno razvijala vrlo brzo sa prvom kontinentalnom glacijacijom. To je imalo neobičan efekat omogućavajući da se fosili biljaka koje su nekada rasli na današnjem Grenlandu sačuvaju mnogo bolje nego sa polako formirajućim ledenim pločom Antarktika.

## Antarktička ledena ploča
Antarktička ledena ploča je najveća pojedinačna ledena masa na Zemlja. Ona se prostire na površini od skoro 14 miliona  km² i sadrži 30 miliona km³ leda. Oko 90% ledene mase Zemlje nalazi se na Antarktiku, što bi, ako bi se istopilo, prouzrokovalo porast nivoa mora za 58 metara. Trend porasta prosečne površinske temperature Antarktika na celom kontinentu je pozitivan i značajan sa >0,05 °/decenija od 1957. godine.
Antarktička ledena pločaje podeljena Transantarktičkim planinama u dva nejednaka odseka koja se nazivaju Istočna antarktička ledena ploča (EAIS) i manja Zapadna antarktika ledena ploča (WAIS). EAIS počiva na glavnoj kopnenoj masi, dok je korito WAIS-a na nekim mestima više od 2500 metara ispod nivoa mora. To bi bilo dno mora da nema ledene ploče. WAIS je klasifikovan kao na moru bazirana ledena ploča, što znači da se njeno korito nalazi ispod nivoa mora, i njene ivice plutaju u plutajućim ledenim policama. WAIS je ograničen Rosovom ledenom policom, Ronovom ledenom policom i izlaznim ledenjacima koji se slivaju u Amundsenovo more.

## Grenlandska ledena ploča
Grenlandska ledena ploča zauzima oko 82% površine Grenlanda, i ukoliko bi se otopila, došlo bi do porasta nivoa mora za 7,2 metra. Procenjene promene u masi grenlandskog ledenog pokrivača sugerišu da se topi brzinom od oko 239 kubna kilometra (57 kubnih milja) godišnje. Ova merenja su proizašla iz NASA satelita GRACE, lansiranog 2002. godine, o čemu je BBC agencija izveštavale u avgustu 2006. godine.

## Dinamika ledene ploče
Kretanjem leda dominira kretanje glečera, čija aktivnost je određena brojnim procesima. Njihovo kretanje je rezultat cikličnih naprezanja isprepletenih sa dužim periodima neaktivnosti, kako na časovnim tako i na stogodišnjim mernim skalama.

## Predviđeni efekti globalnog zagrevanja
Grenlandska, i verovatno Antarktička, ledena ploča su nedavno gubila masu, putem gubitaka usled ablacije, uključujući prekomernu akumulaciju snežnih padavina izlaznih glečera. Prema Međuvladinom panelu za klimatske promene (IPCC), gubitak ledene mase ploča na Antarktiku i Geenlandu doprineo je respektivno sa oko 0,21 ± 0,35 i 0,21 ± 0,07 mm/godina porastu nivoa mora između 1993 i 2003.
IPCC predviđa da će gubitak ledene mase od topljenja ledene ploče Grenlanda i dalje nadmašiti nagomilavanje snežnih padavina. Akumuliranje snežnih padavina na ledenom pokrivaču Antarktika predviđa da će nadmašivati gubitke od topljenja. Međutim, prema rečima IPCC-a, „Dinamički procesi povezani sa protokom leda koji nisu obuhvaćeni trenutnim modelima, ali su predloženi nedavnim zapažanjima, mogli bi povećati ranjivost ledenih pokrivača na zagrevanje, povećavajući budući porast nivoa mora. Razumevanje ovih procesa je ograničeno i nema konsenzusa o njihovoj magnitudi.” Stoga je potrebno više istraživačkog rada da bi se poboljšala pouzdanost predviđanja reakcije ledene ploče na globalno zagrevanje. Godine 2018. naučnici su otkrili kanale između ledenih pokrivača Istočnog i Zapadnog Antarktika koji mogu omogućiti bržem protoku rastopljenog leda do mora.
Uticaji na ledene ploče usled povećanja temperature mogu biti ubrzani, ali prema podacima IPCC, efekti se ne mogu lako tačno projektovati, i u slučaju Antarktika može doći do pokretanja akumulacije dodatne ledene mase. Ako bi se ledena ploča spustila do golog tla, manje sunčeve svetlosti bi se odbijalo u svemir i više bi se apsorbovalo u tlu. Grenlandska ledena ploča pokriva 84% ostrva, a Antarktička ledena ploča pokriva približno 98% kontinenta. Zbog značajne debljine ovih ledenih ploča, analiza globalnog zagrevanja obično se fokusira na gubitak ledene mase ledenih ploča u smislu porasta nivoa mora, a ređe u smislu smanjenja površine leda.
Donedavno su se ledeni pokrivači smatrali inertnim komponentama ciklusa ugljenika i uglavnom su zanemarivani u globalnim modelima. Istraživanja u protekloj deceniji transformisala su ovo gledište, demonstrirajući postojanje jedinstveno prilagođenih mikrobnih zajednica, visoku stopu biogeohemijskog/fizičkog vremenskog uticaja u ledenim pokrivačima, i skladištenje i kruženje organskog ugljenika u količinama od preko 100 milijardi tona, kao i hranljivih sastojaka (videti dijagram).

## Literatura
- Müller, Jonas; Koch, Luka, ур. (2012). Ice Sheets: Dynamics, Formation and Environmental Concerns. Hauppauge, New York: Nova Science. ISBN 978-1-61942-367-1.
- IPCC AR4 WG1 (2007).  Solomon, S.; Qin, D.; Manning, M.; Chen, Z.; Marquis, M.; Averyt, K.B.; Tignor, M.; Miller, H.L., ур. Climate Change 2007: The Physical Science Basis. Contribution of Working Group I to the Fourth Assessment Report of the Intergovernmental Panel on Climate Change. Cambridge University Press. ISBN 978-0-521-88009-1. (pb: 978-0-521-70596-7)
- „The Causes of Climate Change”. climate.nasa.gov. NASA. Архивирано из оригинала 21. 12. 2019. г.
- „Climate Science Special Report / Fourth National Climate Assessment (NCA4), Volume I”. science2017.globalchange.gov. U.S. Global Change Research Program. Архивирано из оригинала 14. 12. 2019. г. Приступљено 30. 08. 2020.
- „Summary for Policymakers” (PDF). ipcc.ch. Intergovernmental Panel on Climate Change. 2019. Архивирано (PDF) из оригинала 1. 1. 2020. г.
- „The Study of Earth as an Integrated System”. nasa.gov. NASA. 2016. Архивирано из оригинала 02. 11. 2016. г. Приступљено 30. 08. 2020.
- Houghton, J.T.; Y. Ding; D.J. Griggs; M. Noguer; P.J. van der Linden; X. Dai; K.Maskell; C.A. Johnson (2001). „Climate Change 2001: The Scientific Basis. Contribution of Working Group I to the Third Assessment Report of the Intergovernmental Panel on Climate Change. Human influences will continue to change atmospheric composition throughout the 21st century.”. Intergovernmental Panel on Climate Change. Архивирано из оригинала 31. 12. 2007. г. Приступљено 3. 12. 2007.
- U. Cubasch; G.A. Meehl;  . (2001).  Houghton, J.T.; Y. Ding; D.J. Griggs; M. Noguer; P.J. van der Linden; X. Dai; K.Maskell; C.A. Johnson, ур. „Climate Change 2001: The Scientific Basis. Contribution of Working Group I to the Third Assessment Report of the Intergovernmental Panel on Climate Change. Precipitation and Convection.”. Intergovernmental Panel on Climate Change. Архивирано из оригинала 22. 11. 2007. г. Приступљено 3. 12. 2007.
- U. Cubasch; G.A. Meehl;  . (2001).  Houghton, J.T.; Y. Ding; D.J. Griggs; M. Noguer; P.J. van der Linden; X. Dai; K.Maskell; C.A. Johnson, ур. „Climate Change 2001: The Scientific Basis. Contribution of Working Group I to the Third Assessment Report of the Intergovernmental Panel on Climate Change. Extra-tropical storms.”. Intergovernmental Panel on Climate Change. Архивирано из оригинала 23. 11. 2007. г. Приступљено 3. 12. 2007.
- Langford, Bill & Lewis, Greg. „Hadley Cell Expansion in Today's Climate and Paleoclimates” (PDF). Приступљено 19. 10. 2014.
- Geophysical Fluid Dynamics Laboratory (GFDL) - Will the Wet Get Wetter and the Dry Drier, NOAA GFDL